# 洛里斯 (南卡罗来纳州)
洛里斯（英文：Loris），是美国南卡罗来纳州下属的一座城市。城市类型是“City”。其面积大约为4.57平方英里（11.83平方公里）。根据2010年美国人口普查，该市有人口2,396人，人口密度约为每平方英里524.63人（约合每平方公里202.57人）。